# Гай Скрибоній Куріон (великий понтифік)
Гай Скрібоній Куріон (д/н — 150 рік до н. е.) — політичний діяч Римської республіки, Великий понтифік з 152 до 150 року до н. е.

## Життєпис
Походив з родини нобілів, представників роду Скрібонієв. Він здійснив успішну кар'єру жерця. ще замолоду став членом колегії понтифіків. У 174 році став членом Curio Maxim замість померло Гая Маммілія Вітула. У 152 році до н. е. після смерті Марка Емілія Лепіда Гая Куріона обрано новим Великим понтифіком. Проте йому не довелося довго виконувати свої обов'язки — у 150 році до н. е. він помер.